# Helicia petelotii
Helicia petelotii är en tvåhjärtbladig växtart som beskrevs av Merrill. Helicia petelotii ingår i släktet Helicia och familjen Proteaceae. Inga underarter finns listade i Catalogue of Life.